# Линколн Сити (Орегон)
Линколн Сити (енгл. Lincoln City) град је у америчкој савезној држави Орегон.

## Демографија
По попису из 2010. године број становника је 7.930, што је 493 (6,6%) становника више него 2000. године.
| Група             | 2000.         | 2010.         |
| Белци             | 6.319 (85,0%) | 6.286 (79,3%) |
| Афроамериканци    | 34 (0,5%)     | 32 (0,4%)     |
| Азијати           | 76 (1,0%)     | 122 (1,5%)    |
| Хиспаноамериканци | 611 (8,2%)    | 1.048 (13,2%) |
| Укупно            | 7.437         | 7.930         |